# نانتا (موسيقى)

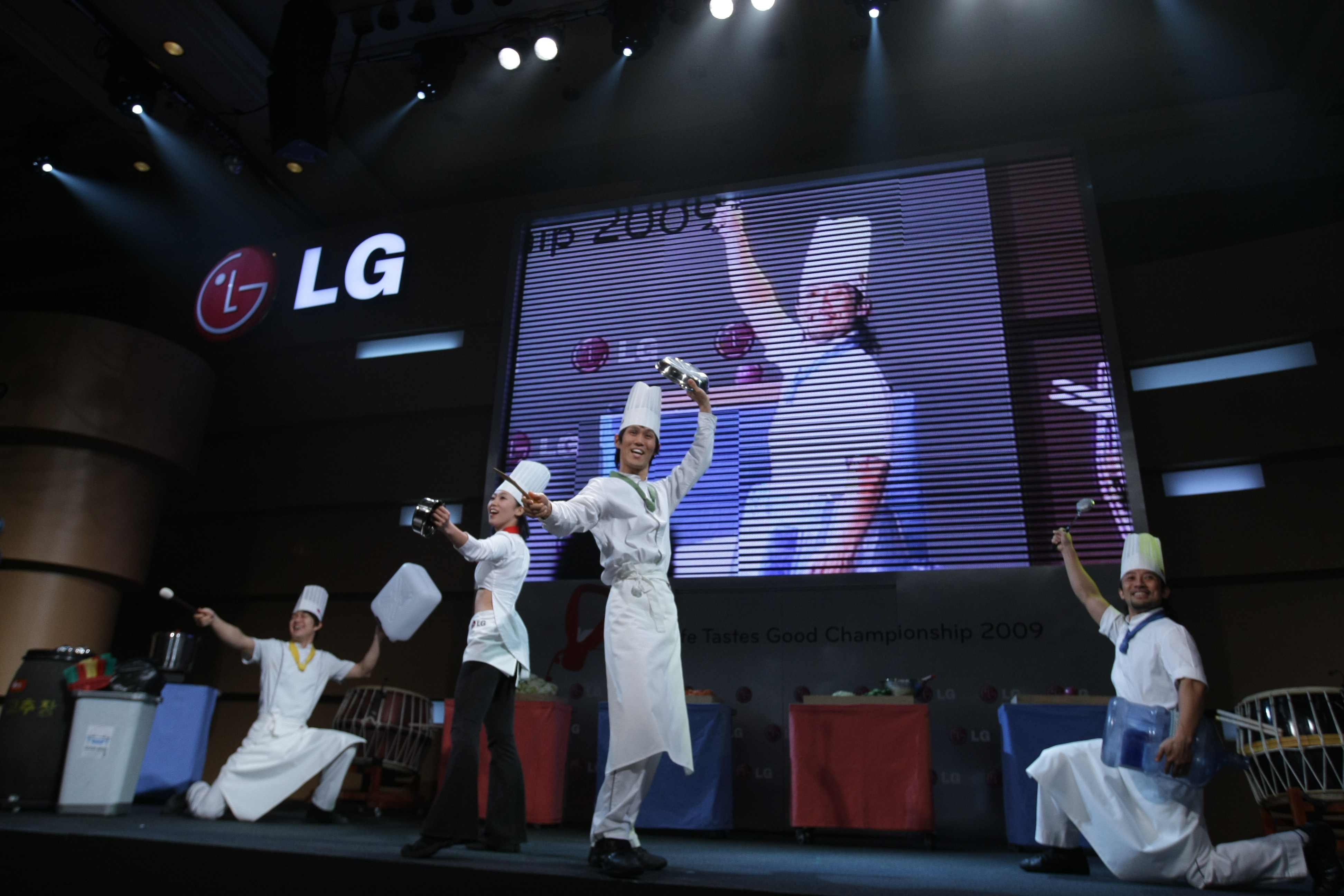

نانتا موسيقى شعبية في كوريا الجنوبية، والمعروف أيضا باللغة الإنجليزية باسم Cookin (الطبخ), وقد عرض أول مرة سنة 1997 بالعاصمة سيول.

## سماتها
موسيقى النانتا تحكي بشكل مبسط قصة 3 طباخين يحاولون الانتهاء من تحضير وليمة زفاف، ويشمل العرض حركات بهلوانية، خدع سحرية وكوميديا وكذلك يكون الجمهور جزءا مشاركا في الموسقى، وكلمات هذه الموسيقى تكون باللغة الكورية وتدخل فيها بعض الكلمات الإنجليزية، كما تستعمل بعض السكاكين وادوات الطبخ داخل الرقصة.

## شعبيتها
تعتبر النانتا من أشهر الموسيقات في تاريخ كوريا الجنوبية حيث تعرض دائما في مسرح سيول ومسرح جزيرة جوجو، وقدم لأول مرة على نطاق دولي سنة 1999 بمهرجان إدنبرة في اسكتلندا حيث حصل على جائزة أفضل أداء، ومنذ ذلك الوقت عرضت هذه الرقصة في أكثر من 18 بلدا، وعرضت أول مرة بأمريكا سنة 2004 بمسرح برودواي.

## وصلات خارجية
الموقع الرسمي